# Camille Camille
Imbi-Camille Rätsep (24 maart 1970), beter bekend als Camille Camille, is een Estisch zangeres.

## Biografie
Rätsep begon haar muzikale carrière in 1993 bij de Estische punkband Vennaskond. In 1998 zou ze de band verlaten. In 1999 nam ze samen met Evelin Samuel deel aan Eurolaul, de Estische nationale preselectie voor het Eurovisiesongfestival. Met het nummer Diamond of night won het gelegenheidsduo de nationale finale, waardoor het Estland mocht vertegenwoordigen op het Eurovisiesongfestival 1999, dat gehouden werd in Jeruzalem. Aldaar behaalden Evelin Samuel & Camille de zesde plaats.
1994: Silvi Vrait · 
1996: Ivo Linna & Maarja-Liis Ilus · 
1997: Maarja-Liis Ilus · 
1998: Koit Toome · 
1999: Evelin Samuel & Camille · 
2000: Ines · 
2001: Tanel Padar, Dave Benton & 2XL · 
2002: Sahlene · 
2003: Ruffus · 
2004: Neiokõsõ · 
2005: Suntribe · 
2006: Sandra Oxenryd · 
2007: Gerli Padar · 
2008: Kreisiraadio · 
2009: Urban Symphony · 
2010: Malcolm Lincoln · 
2011: Getter Jaani · 
2012: Ott Lepland · 
2013: Birgit Õigemeel · 
2014: Tanja · 
2015: Elina Born & Stig Rästa · 
2016: Jüri Pootsmann · 
2017: Koit Toome & Laura · 
2018: Elina Netsjajeva · 
2019: Victor Crone · 
2021: Uku Suviste · 
2022: Stefan · 
2023: Alika · 
2024: 5miinust & Puuluup · 
2025: Tommy Cash